# غييرمي جيوفانوني
غييرمي جيوفانوني مواليد 2 يونيو 1980، هو لاعب كرة سلة برازيلي يلعب في الدوري البرازيلي لكرة السلة ويحمل الرقم 12. يبلغ طوله 6 قدم 10 بوصة (2.1 م).

## فرق لعب لها
- بينهيروس لكرة السلة
- بالونكيستو فوينلابرادا
- بينيروس

## الميداليات
| الميدالية | المسابقة                             |
| --------- | ------------------------------------ |
| فضية      | بطولة أمم الأمريكتين لكرة السلة 2001 |
| ذهبية     | بطولة أمم الأمريكتين لكرة السلة 2005 |
| ذهبية     | بطولة أمم الأمريكتين لكرة السلة 2009 |
| فضية      | بطولة أمم الأمريكتين لكرة السلة 2011 |

## روابط خارجية
- غييرمي جيوفانوني على موقع الاتحاد الدولي لكرة السلة (الإنجليزية)
- غييرمي جيوفانوني على موقع الدوري الأوروبي لكرة السلة (الإنجليزية)
- غييرمي جيوفانوني على موقع الدوري الإسباني لكرة السلة (الإسبانية)
- غييرمي جيوفانوني على موقع كرة السلة الأوروبية.كوم (الإنجليزية)
- غييرمي جيوفانوني على موقع ريلجم (الإنجليزية)
- غييرمي جيوفانوني على موقع بروبوليرز (الإنجليزية)
- غييرمي جيوفانوني على موقع سبورتس رفرنس (الإنجليزية)
- غييرمي جيوفانوني على موقع أوليمبيديا (الإنجليزية)
- غييرمي جيوفانوني على موقع اللجنة الأولمبية البرازيلية (البرتغالية)